# Nguyệt Luân Lăng
Nguyệt Luân Lăng (月輪陵 Tsuki no wa no misasagi) là một khu lăng mộ của Hoàng gia Nhật Bản tại Higashiyama-ku, Kyoto. Nơi đây chôn cất 16 vị Thiên hoàng của Nhật Bản.
Các ngôi mộ nằm trong ngôi chùa Sennyū-ji.

## Các Thiên hoàng đượcchôn cấttại đây

### ThờiKamakura
- 86 Thiên hoàng Go-Horikawa
- 87 Thiên hoàng Shijō.[3]

### ThờiEdo

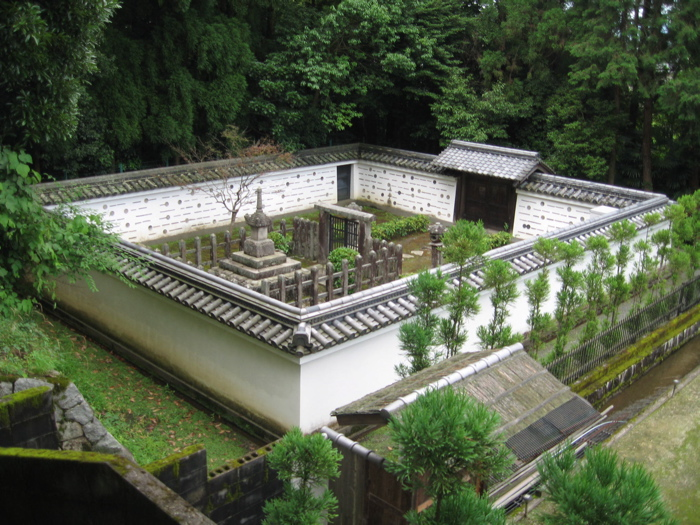
Lăng mộ của Thiên hoàng Go-Mizunoo trong Nguyệt Luân Lăng, chùa Sennyū-ji, khu Higashiyama-ku, thành phố Kyoto.

Cơ quan nội chính Hoàng gia Nhật Bản gìn giữ Nguyệt Luân Lăng như một thánh địa Hoàng gia và là nơi tưởng niệm các Thiên hoàng thời Edo.
- 108 Thiên hoàng Go-Mizunoo.[4]
- 109 Thiên hoàng Meishō.[4]
- 110 Thiên hoàng Go-Kōmyō.[4]
- 111 Thiên hoàng Go-Sai.[4]
- 112 Thiên hoàng Reigen.[4]
- 113 Thiên hoàng Higashiyama.[4]
- 114 Thiên hoàng Nakamikado.[4]
- 115 Thiên hoàng Sakuramachi.[4]
- 116 Thiên hoàng Momozono.[4]
- 117 Thiên hoàng Go-Sakuramachi.[4]
- 118 Thiên hoàng Go-Momozono.[4]

Ngoài ra lăng mộ của ba vị Thiên hoàng thời Edo khác được đặt chung tại Hậu Nguyệt Luân Đông Sơn Lăng (後月輪東山陵 Nochi no tsuki no wa no Higashiyama no misasagi).  Phần mộ của hai hoàng hậu cũng được tìm thấy tại khu lăng mộ phức tạp này.
- 119 Thiên hoàng Kōkaku[4] và Hoàng hậu Yoshiko[5]
- 120 Thiên hoàng Ninkō.[4]
- 121 Thiên hoàng Kōmei[4] và Hoàng hậu Eishō.[6]